# Associazione Sportiva Taranto 1970-1971
Questa voce raccoglie le informazioni riguardanti l'Associazione Sportiva Taranto nelle competizioni ufficiali della stagione 1970-1971.

## Rosa
| N. |                   | Ruolo | Calciatore            |
| -- | ----------------- | ----- | --------------------- |
|    | Italia (bandiera) | C     | Luciano Aristei       |
|    | Italia (bandiera) | A     | Bruno Beretti         |
|    | Italia (bandiera) | D     | Mario Biondi          |
|    | Italia (bandiera) | D     | Renzo Bullo           |
|    | Italia (bandiera) | D     | Adriano Carnovelli    |
|    | Italia (bandiera) | P     | Paolo Cimpiel         |
|    | Italia (bandiera) | C     | Mario Colautti        |
|    | Italia (bandiera) | C     | Franco Delli Santi    |
|    | Italia (bandiera) | A     | Ferdinando Di Stefano |
|    | Italia (bandiera) | D     | Mario Fabrizi         |
|    | Italia (bandiera) | C     | Gino Gagliardelli     |

| N. |                   | Ruolo | Calciatore         |
| -- | ----------------- | ----- | ------------------ |
|    | Italia (bandiera) | D     | Mario Jannarilli   |
|    | Italia (bandiera) | A     | Giuseppe Malavasi  |
|    | Italia (bandiera) | A     | Giancarlo Morelli  |
|    | Italia (bandiera) | D     | Franco Nodari      |
|    | Italia (bandiera) | C     | Ambrogio Pelagalli |
|    | Italia (bandiera) | A     | Pier Luigi Pucci   |
|    | Italia (bandiera) | C     | Ivan Romanzini     |
|    | Italia (bandiera) | A     | Giuseppe Santonico |
|    | Italia (bandiera) | C     | Marco Tartari      |
|    | Italia (bandiera) | D     | Armando Zuccalli   |

## Risultati

### Campionato

#### Girone di andata
| 20 settembre 1970 1ª giornata | Brescia | 1 – 1 | Taranto |  |

| 27 settembre 1970 2ª giornata | Taranto | 0 – 0 | Massese |  |

| 4 ottobre 1970 3ª giornata | Ternana | 5 – 0 | Taranto |  |

| 11 ottobre 1970 4ª giornata | Taranto | 2 – 0 | Modena |  |

| 18 ottobre 1970 5ª giornata | Catanzaro | 1 – 1 | Taranto |  |

| 25 ottobre 1970 6ª giornata | Taranto | 0 – 1 | Mantova |  |

| 1º novembre 1970 7ª giornata | Monza | 3 – 2 | Taranto |  |

| 8 novembre 1970 8ª giornata | Taranto | 0 – 1 | Livorno |  |

| 15 novembre 1970 9ª giornata | Bari | 2 – 1 | Taranto |  |

| 22 novembre 1970 10ª giornata | Taranto | 2 – 0 | Casertana |  |

| 29 novembre 1970 11ª giornata | Taranto | 0 – 0 | Arezzo |  |

| 6 dicembre 1970 12ª giornata | Novara | 0 – 0 | Taranto |  |

| 13 dicembre 1970 13ª giornata | Taranto | 0 – 0 | Perugia |  |

| 20 dicembre 1970 14ª giornata | Reggina | 2 – 1 | Taranto |  |

| 27 dicembre 1970 15ª giornata | Taranto | 0 – 0 | Pisa |  |

| 3 gennaio 1971 16ª giornata | Atalanta | 1 – 0 | Taranto |  |

| 10 gennaio 1971 17ª giornata | Taranto | 0 – 0 | Como |  |

| 17 gennaio 1971 18ª giornata | Cesena | 0 – 1 | Taranto |  |

| 24 gennaio 1971 19ª giornata | Taranto | 1 – 2 | Palermo |  |

#### Girone di ritorno
| 7 febbraio 1971 20ª giornata | Taranto | 1 – 1 | Brescia |  |

| 14 febbraio 1971 21ª giornata | Massese | 0 – 0 | Taranto |  |

| 21 febbraio 1971 22ª giornata | Taranto | 1 – 1 | Ternana |  |

| 28 febbraio 1971 23ª giornata | Modena | 1 – 0 | Taranto |  |

| 7 marzo 1971 24ª giornata | Taranto | 1 – 1 | Catanzaro |  |

| 14 marzo 1971 25ª giornata | Mantova | 0 – 2 | Taranto |  |

| 21 marzo 1971 26ª giornata | Taranto | 0 – 0 | Monza |  |

| 28 marzo 1971 27ª giornata | Livorno | 1 – 1 | Taranto |  |

| 4 aprile 1971 28ª giornata | Taranto | 1 – 0 | Bari |  |

| 11 aprile 1971 29ª giornata | Casertana | 1 – 1 | Taranto |  |

| 18 aprile 1971 30ª giornata | Arezzo | 1 – 1 | Taranto |  |

| 25 aprile 1971 31ª giornata | Taranto | 1 – 1 | Novara |  |

| 2 maggio 1971 32ª giornata | Perugia | 2 – 1 | Taranto |  |

| 9 maggio 1971 33ª giornata | Taranto | 0 – 0 | Reggina |  |

| 16 maggio 1971 34ª giornata | Pisa | 2 – 1 | Taranto |  |

| 23 maggio 1971 35ª giornata | Taranto | 0 – 0 | Atalanta |  |

| 30 maggio 1971 36ª giornata | Como | 1 – 0 | Taranto |  |

| 6 giugno 1971 37ª giornata | Taranto | 2 – 1 | Cesena |  |

| 13 giugno 1971 38ª giornata | Palermo | 1 – 1 | Taranto |  |

## Statistiche

### Statistiche di squadra
| Competizione | Punti | In casa | In casa | In casa | In casa | In casa | In casa | In trasferta | In trasferta | In trasferta | In trasferta | In trasferta | In trasferta | Totale | Totale | Totale | Totale | Totale | Totale | DR |
| Competizione | Punti | G       | V       | N       | P       | Gf      | Gs      | G            | V            | N            | P            | Gf           | Gs           | G      | V      | N      | P      | Gf     | Gs     | DR |
| ------------ | ----- | ------- | ------- | ------- | ------- | ------- | ------- | ------------ | ------------ | ------------ | ------------ | ------------ | ------------ | ------ | ------ | ------ | ------ | ------ | ------ | -- |
| Serie B      | 32    | 19      | 4       | 12      | 3       | 12      | 9       | 19           | 2            | 8            | 9            | 15           | 25           | 38     | 6      | 20     | 12     | 27     | 34     | -7 |
| Coppa Italia | 2     | 2       | 0       | 0       | 2       | 1       | 3       | 1            | 1            | 0            | 0            | 1            | 0            | 3      | 1      | 0      | 2      | 2      | 3      | -1 |
| Totale       |       | 21      | 4       | 12      | 5       | 13      | 12      | 20           | 3            | 8            | 9            | 16           | 25           | 41     | 7      | 20     | 14     | 29     | 37     | -8 |

### Statistiche dei giocatori
| Giocatore       | Serie B  | Serie B | Coppa Italia | Coppa Italia | Totale   | Totale |
| Giocatore       | Presenze | Reti    | Presenze     | Reti         | Presenze | Reti   |
| --------------- | -------- | ------- | ------------ | ------------ | -------- | ------ |
| L. Aristei      | 27       | 1       | -            | -            | 27       | 1      |
| B. Beretti      | 35       | 8       | 3            | 1            | 38       | 9      |
| M. Biondi       | 36       | 0       | 3            | 0            | 39       | 0      |
| R. Bullo        | 1        | 0       | 3            | 0            | 4        | 0      |
| A. Carnovelli   | 4        | 0       | -            | -            | 4        | 0      |
| P. Cimpiel      | 38       | -24     | 3            | -3           | 41       | -27    |
| M. Colautti     | 30       | 7       | -            | -            | 30       | 7      |
| F. Delli Santi  | 5        | 0       | -            | -            | 5        | 0      |
| F. Di Stefano   | 8        | 2       | 3            | 0            | 11       | 2      |
| M. Fabrizi      | 12       | 0       | 3            | 0            | 15       | 0      |
| G. Gagliardelli | 17       | 2       | 2            | 0            | 19       | 2      |
| M. Jannarilli   | 24       | 0       | 3            | 0            | 27       | 0      |
| G. Malavasi     | 28       | 1       | -            | -            | 28       | 1      |
| G. Morelli      | 30       | 3       | -            | -            | 30       | 3      |
| A. Napoleoni    | 1        | 0       | -            | -            | 1        | 0      |
| F. Nodari       | 23       | 0       | -            | -            | 23       | 0      |
| A. Pelagalli    | 38       | 0       | 3            | 0            | 41       | 0      |
| P. Pucci        | 3        | 0       | 1            | 1            | 4        | 1      |
| I. Romanzini    | 29       | 2       | 3            | 0            | 32       | 2      |
| G. Santonico    | 14       | 0       | 3            | 0            | 17       | 0      |
| Sportiello      | -        | -       | 1            | 0            | 1        | 0      |
| M. Tartari      | 32       | 1       | 3            | 0            | 35       | 1      |
| A. Zuccalli     | 12       | 0       | -            | -            | 12       | 0      |